# 영국의 농업 혁명
영국의 농업 혁명은 영국에서 15, 16세기의 제1차 농업혁명과 18·19세기의 제2차 농업혁명으로 나뉜다. 이러한 농업혁명은 토지소유 관계의 변혁을 통하여 농촌의 제계층 및 사회경제적인 구조의 급격한 변동을 가져와서 농업국에서 공업국으로 전환하고, 세계에 앞선 산업자본주의를 확립할 전제를 준비했다.
그런데 이 농업혁명은 구체적으로 인클로저(Enclosure)의 형태를 취하여 실현되었는데, 인클로저란 종래 황무지, 입회지(入會地) 혹은 개방 경지(開放耕地)의 제지조(諸地條, Strip)를 생(生)울타리 기타 경계표지로 둘러서 공동권을 배제하여 사유지임을 명시하는 것, 또는 인클로저의 땅 그 자체를 의미한다.
제1차 인클로저에 있어서는 양(羊)이 “사람들마저 잡아먹고 삼켜버린다”는 토마스 모어(Thomas More, 1478~1535)의 표현으로 유명해진 것처럼 당시 영국의 양모공업의 급속한 번창과 양모 가격이 등귀한 결과, 토지 소유자는 농민의 경작지를 목장으로 전환, 농민들의 이농(離農)을 부득이하게 하였다. 더욱이 헨리 8세의 수도원 해산과 가격혁명이 이런 과정을 결정적으로 추진시켰다.
이에 대하여 18세기의 인구 대증가의 결과, 곡물 및 농작물에 대한 수요가 격증하고, 지주는 의회 조령을 통하여 소위 의회 인클로저(제2차 인클로저)를 감행했다. 덧붙여 말하면, 이에 앞서 집약농업, 윤작(輪作)실험, 가축 개량, 자본주의적 대농장의 경영 등 이른바 신농법의 성공, 아서 영(Arthur Young 1741 1820) 등 농학자에 의한 그 보급이 인클로저를 촉진했다.
그런데 농업혁명이 끼친 사회적 영향에는 비관적인 견해와 낙관적인 견해의 대립이 있다. 전자는 대지주의 이해관계를 대표하는 의회가 제2차 인클로저의 원동력이며, 그들의 토지지배를 강화하려는 계급적 부정의 결과로 소농(小農), 코테이저 등은 몰락하고, 관습적 토지 소유의 거점인 공동지와 공동 경작지에서 추방되어 산업예비군이 된 사실을 강조함에 반하여, 후자는 인클로저의 과정이 대체로 농민측의 격심한 반대를 무시하여 억압적으로 감행된 것이 아님을 입증한다.
어느 것이나 17세기의 시민혁명 후 대지주의 승리와 중농의 몰락 등 농민층의 와해에 더하여 18세기의 국내 통일 시장의 성립은 대경영과 중소농의 경쟁을 노골화하고, 더욱더 전자의 결정적인 우월성을 초래한 기초를 만들었다. 이렇게 해서 한편에서는 다수의 농민 및 농촌의 수공업자는 토지와 일터를 잃고, 근대적인 화폐 노동자로서 산업혁명기의 노동 시장에 유출되고, 다른 한편에서는 신농법의 진전, 농업자본 투하의 증대에 의한 농업 생산력이 증대함으로써 1801년에 1,500만 명이었던 인구가 1841년에는 2,700만 명으로 팽창했음에도 불구하고, 그 소맥 수요의 90%를 감당하여 산업혁명기 영국의 인구 부양력을 증가시킨 것이었다.

## 같이 보기
- 농업 혁명

## 참조
- 이 문서에는 다음커뮤니케이션(현 카카오)에서 GFDL 또는 CC-SA 라이선스로 배포한 글로벌 세계대백과사전의 내용을 기초로 작성된 글이 포함되어 있습니다.